# 리지 매캘파인
리지 매캘파인(Lizzy McAlpine, 1999년 9월 21일 ~ )은 미국의 싱어송라이터이다.

## 음반 목록
- Give Me a Minute (2020)
- Five Seconds Flat (2022)
- Older (2024)